# ناحیه سنت یوهان ایم پونگاو
ناحیه سنت یوهان ایم پونگاو (به آلمانی: St. Johann im Pongau District) یک ناحیه در اتریش است که در زالتسبورگ واقع شده‌است. ناحیه سنت یوهان ایم پونگاو ۷۷٬۸۷۲ نفر جمعیت دارد.